# Rossella Ratto
Rossella Ratto (Moncalieri (Piemonte), 20 oktober 1993) is een Italiaans voormalig wielrenster. Zij reed bij de Noorse ploeg Hitec Products, bij de Italiaanse ploeg Inpa Bianchi Giusfredi, bij de Amerikaanse ploeg Cylance Pro Cycling, bij de Sloveense ploeg BTC City Ljubljana en ze sloot in 2021 haar carrière af bij de Belgische ploeg Bingoal Casino-Chevalmeire.
Als junior werd Ratto in 2009 Italiaans kampioen tijdrijden en in 2011 Europees kampioen, zowel op de weg als in het tijdrijden. Bij de elite won ze in 2013 brons zowel op het Italiaans als het Wereldkampioenschap in eigen land, in Florence.
In 2014 won ze de eerste vrouweneditie van de Giro dell'Emilia en in 2016 won ze de Amerikaanse wedstrijd Winston-Salem Cycling Classic, door solo over de streep te komen, waarna haar ploeggenote Valentina Scandolara de groepssprint won.
Haar vier jaar oudere broer Daniele Ratto was ook wielrenner (van 2010 t/m 2016) en won in 2013 de veertiende etappe in de Vuelta a España.

## Belangrijkste overwinningen
2008

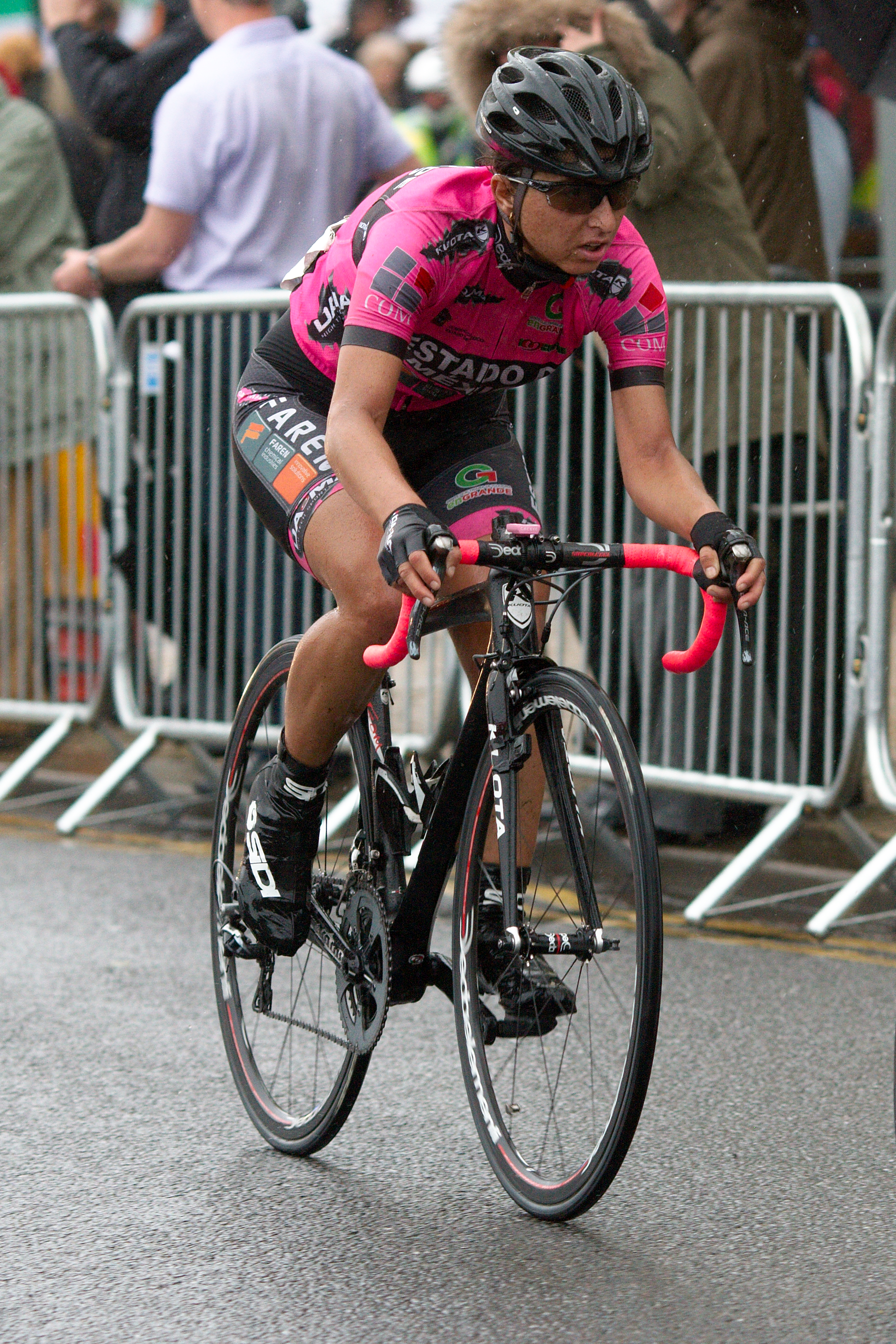
Ratto won de 2e etappe van The Women's Tour 2014.

- Italiaans kampioenschap tijdrijden (junior)

2009
- Italiaans kampioen tijdrijden (junior)

2010
- WK op de weg (junior)

2011
- Europees kampioen op de weg (junior)
- Europees kampioen tijdrijden (junior)

2013
- WK op de weg in Firenze
- Italiaans kampioenschap op de weg
- Europees kampioenschap tijdrijden (onder 23)
- Bergklassement Giro del Trentino

2014
- Giro dell'Emilia
- Jongeren- en bergklassement Auensteiner Radsporttage
- Bergklassement Tour de l'Ardèche
- Jongerenklassement The Women's Tour
  - 2e etappe in The Women's Tour

2015
- Jongerenklassement Tour de l'Ardèche

2016
- Winston-Salem Cycling Classic

## Ploegen
- 2012 ―  Verinlegno-Fabiani
- 2013 ―  Hitec Products
- 2014 ―  Estado de México-Faren
- 2015 ―  Inpa Bianchi Giusfredi
- 2016 ―  Cylance Pro Cycling
- 2017 ―  Cylance Pro Cycling
- 2018 ―  Cylance Pro Cycling
- 2019 ―  BTC City Ljubljana
- 2020 ―  Chevalmeire

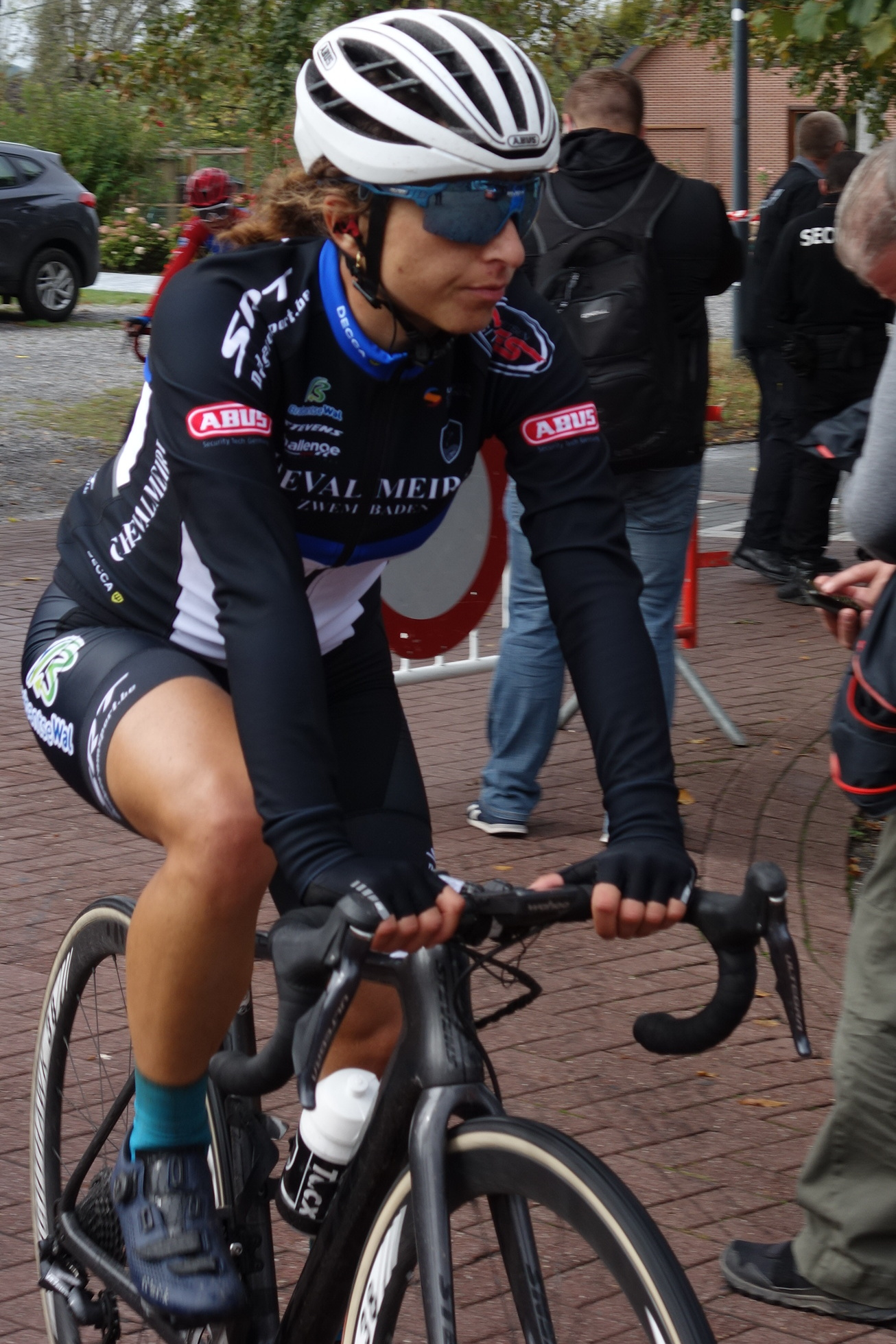
In de Waalse Pijl 2020 namens Chevalmeire.

- 2021 ―  Bingoal Casino-Chevalmeire